# Le Remède à l'oubli
Pour plus de détails, voir Fiche technique et Distribution.
Le Remède à l'oubli (en polonais : Znachor) est un film dramatique polonais de 2023 réalisé par Michał Gazda. Il s'agit d'une adaptation du roman Znachor de Tadeusz Dołęga-Mostowicz (en) avec Leszek Lichota dans le rôle principal. Il s'agit de la troisième adaptation cinématographique du roman de Dołęga-Mostowicz ; les précédentes ont été réalisées en 1937 (Le Rebouteux) et 1981 (Znachor).
Le film a été produit par Netflix. Il a été présenté en première le 27 septembre 2023 et est devenu l'un des films les plus regardés de la semaine ainsi que le quatrième film le plus regardé au monde. Du 20 au 25 septembre 2023, le film a eu ses avant-premières à Toruń, Krasnystaw, Wałbrzych, Kalisz, Lidzbark Warmiński et Stargard en Pologne.
Le Remède à l'oubli est une histoire qui se déroule entre la Première et la Seconde Guerre mondiale et qui raconte l'histoire du chirurgien Rafal Wilczu.

## Synopsis
Le chirurgien Rafal Wilczur est au sommet de sa carrière médicale lorsque sa femme le quitte, emmenant avec elle sa fille Marysia. Abandonné par sa femme, il est victime d'une agression et à la suite de blessures à la tête, il perd la mémoire. Après l'agression, il est présumé mort, mais réapparaît 15 ans plus tard à la campagne, amnésique. Cependant, Wilczur a quelques souvenirs intermittents de sa fille et est capable de pratiquer la médecine. Lorsqu'il croise à nouveau le chemin de sa fille, il se souvient de son amour pour elle.

## Fiche technique
- Titre original : Znachor
- Titre français : Le Remède à l'oubli
- Réalisation : Michał Gazda
- Scénario : Marcin Baczynski, Mariusz Kuczewski, adapté du roman Znachor de Tadeusz Dołęga-Mostowicz (en)
- Photographie : Tomasz Augustynek
- Montage : Piotr Kmiecik
- Musique : Pawel Lucewicz
- Costumes : Malgorzata Zacharska
- Production : Magdalena Szwedkowicz
- Sociétés de production :
- Pays de production : Pologne
- Langue originale : polonais
- Format : couleur
- Genre : drame
- Durée : 140 minutes
- Dates de sortie[5] :
  - Netflix : 27 septembre 2023

## Distribution
- Leszek Lichota : professeur Rafal Wilczur / Antoni Kosiba
- Maria Kowalska : Marysia, fille du professeur Wilczur
- Ignacy Liss : Leszek, fils du comte Czyński
- Anna Szymańczyk : Zośka
- Izabela Kuna : la comtesse Eleonora Czyńska
- Mikołaj Grabowski (pl) : le comte Stanisław Czyński
- Mirosław Haniszewski (pl) : Jerzy Dobraniecki
- Artur Barciś : le majordome Józef
- Małgorzata Mikołajczak (de) : Beata Wilczur, l'épouse du professeur
- Paweł Tomaszewski (pl) : baron Krzeszowski
- Jaroslaw Gruda : Lesien
- Henryk Niebudek : Bogdan Szulc
- Adam Nawojczyk : docteur Pawlicki
- Stanislaw Brudny : le majordome Ludwik
- Robert Gonera : Chief of Police
- Slawomir Holland : Minister of Health
- Patryk Szwichtenberg : Jan Oksza
- Krzysztof Dracz : Rosenstein
- Zaneta Homa : Ruta Rosenstein
- Lukasz Szczepanowski : Michal
- Przemyslaw Przestrzelski : Zenek
- Weronika Kozakowska : Justysia
- Ewa Szykulska : Charlatan

## Production
Pawel Lucewicz a composé la musique originale.
Des chansons de la région de Mazovie sont chantées dans la bande sonore par le groupe Svahy.

## Réception
Le 27 septembre 2023, Netflix a ajouté Le Remède à l'oubli à son catalogue, et il est devenu l'un des films les plus regardés de la semaine. Après que le Top 10 ait été actualisé, Flix Patrol a révélé que le titre faisait désormais partie des films les plus regardés de la semaine, occupant le Top 4 juste un jour après sa sortie et devenant le quatrième film le plus regardé au monde. Au cours des cinq semaines qui ont suivi sa première diffusion, il est entré dans le Top 10 des films non anglophones les plus populaires dans pas moins de 59 pays à travers le monde.
Selon les critiques, Le Remède à l'oubli bénéficie d'un scénario solide, rappelant les grands romans de Victor Hugo du XIXe siècle. Le film a une intrigue secondaire bien développée, une bonne conception des décors, une photographie, une musique immersive et une histoire bien rythmée. C’est une histoire avec un fort sens de la justice et une profonde croyance dans la bonté de l’humanité. Parfois, cela peut paraître démodé et un peu naïf, mais Forgotten Love parvient à créer un film sur la bonté de l'humanité, même dans des circonstances difficiles. Bartosz Staszczyszyn de Culture.pl souligne la capacité du réalisateur à « créer un cinéma divertissant qui utilise volontiers les clichés du genre, qui ne s'offense pas auprès du grand public et qui est en même temps produit selon les plus hauts standards de l'artisanat cinématographique ».

## Récompenses et distinctions
- (en) Le Remède à l'oubli: Awards, sur l'Internet Movie Database